# Isomertieïta
La isomertieïta és un mineral de la classe dels sulfurs, que pertany i dona nom al grup de la isomertieïta. Rep el seu nom de la seva relació estructural i composicional amb la mertieïta-I. També es coneix amb el nom de "guanglinita".

## Característiques
La isomertieïta és un sulfur de pal·ladi, arsènic i antimoni, de fórmula química Pd11Sb₂As₂. Sol contenir impureses de coure i/o d'or. Cristal·litza en el sistema isomètric. Es troba en forma de grans, de fins a 0,8 mil·límetres, els quals rarament mostren els contorns dels cristalls. La seva duresa a l'escala de Mohs és 5,5. És dimorf de la mertieïta-I.
Segons la classificació de Nickel-Strunz, la isomertieïta pertany a «02.AC: Aliatges de metal·loides amb PGE» juntament amb els següents minerals: atheneïta, vincentita, arsenopal·ladinita, mertieïta-II, stillwaterita, mertieïta-I, miessiïta, palarstanur, estibiopal·ladinita, menshikovita, majakita, pal·ladoarsenur, pal·ladobismutarsenur, pal·ladodimita, rodarsenur, naldrettita, polkanovita, genkinita, ungavaïta, polarita, borishanskiïta, froodita i iridarsenita.
La "fengluanita" és una varietat d'isomertieïta rica en antimoni, amb fórmula Pd₃(As,Sb), la qual se n'ha trobat a la mina Sandsloot (Limpopo, Sud-àfrica) i a diverses localitats de la província de Hebei, a la Xina.

## Formació i jaciments
Va ser descoberta l'any 1974 a Itabira (Minas Gerais, Brasil), en concentracions de metalls pesants en dipòsits precambrians de metalls preciosos amb ferro, associada a arsenopal·ladinita, atheneïta, pal·ladseïta, hematites i or natiu.

## Grup de la isomertieïta
El grup de la isomertieïta està format per dues espècies minerals: la isomertieïta, la qual dona nom al grup, i la miessiïta.
| Espècie      | Fórmula    |
| ------------ | ---------- |
| Isomertieïta | Pd11Sb₂As₂ |
| Miessiïta    | Pd11Te₂Se₂ |